# Pachypleurozaur
Pachypleurosaurus jest nazwą rodzajową gada z grupy Zauropterygi, żyjącego w środkowym triasie (około 230 milionów lat temu) na terenie obecnej Szwajcarii. Znany jest z niewielu zachowanych okazów. Przez wielu naukowców uważany jest za przodka plezjozaurów.

## Budowa
- Było to zwierzę niewielkie, o wydłużonym kształcie, mierzące około 30 cm długości.
- Jego głowa była bardzo mała. Posiadał jednak długą szyję.
- Kończyny zwierzęcia były częściowo spłaszczone i służyły zapewne do poruszania się w wodzie. Jednocześnie obręcz barkowa i biodrowa były na tyle silnie zbudowane, by pozwalać pachypleurozaurowi poruszać się na lądzie. Być może czołgał się za pomocą przednich kończyn na ziemi, podobnie jak dzisiejsze foki. Łapy zwierzecia zaopatrzone były w po pięć palców, tak jak u współczesnych gadów.
- Ogon był długi i wysoki. Być może służył jako źródło napędu w wodzie.

## Odżywianie
Było to zwierzę mięsożerne. Budowa jego zębów, oraz małe rozmiary głowy wskazują, że mógł polować na pomniejsze ryby oraz skorupiaki.

## Pozycja systematyczna
Uważa się, że pachypleurozaury należały do rzędu Nothosauria (Caroll 1988). Prawdopodobnie najbliżej spokrewnione były z chińskim przedstawicielem tej grupy, o nazwie Keichosaurus. Omawiane zwierzęta odróżniały się jednak od notozaurów mniejszymi otworami skroniowymi. Niektórzy uważają nawet pachypleurozaury za przedstawicieli grupy siostrzanej względem Eusauropterygia (Rieppel 2000), obejmującej między innymi notozaury.
| ← mln lat temuPachypleurozaur |          |            |          |          |           |         |          |         |          |           |      |    |
| Prekambr←4,6 mld              | Kambr541 | Ordowik485 | Sylur443 | Dewon419 | Karbon359 | Perm299 | Trias252 | Jura201 | Kreda145 | Paleog.66 | Ng23 | Q2 |